# 외임
외임(外壬)은 상나라의 12대 군주이다. 태어날 때의 이름은 자발(子發)이다. 
사마천의 사기에 의하면 형인 중정에 이어 상나라의 11대 군주가 되었다. 경술(庚戌)년에 즉위하였고 오(隞)를 수도로 삼았다. 재위 기간에 상의 봉신인 비(邳)와 신(侁) 사람들이 반란을 일으켰다. 재위 15년(죽서기년에는 10년)만에 사망하였다. 외임이라는 시호를 받았고 하단갑이 뒤를 이었다. 
은허에서 발굴된 갑골문에 따르면 상나라의 10대 군주로 복임(卜壬)이라는 시호를 받았으며 아들인 전전(戔錢)이 뒤를 이었다고 한다. 